# Effetto induttivo
In chimica, l'effetto induttivo (o effetto di campo induttivo) è la capacità che un atomo o un gruppo funzionale ha di stabilizzare o destabilizzare una molecola, un radicale o uno ione tramite la propria elettronegatività.

## Descrizione
Atomi e gruppi sostituenti di una molecola organica possono essere elettron-attrattori (effetto -I) o elettron-repulsori (effetto +I). I primi tendono a stabilizzare i carbanioni aiutando a disperderne carica negativa, i secondi stabilizzano i radicali ed i carbocationi attenuandone rispettivamente la lacuna elettronica e la carica positiva.
L'effetto induttivo spiega, ad esempio, le diverse acidità dell'acido acetico e degli acidi cloroacetico, dicloroacetico e tricloroacetico.
| CH3COOH    | Ka = 1,8 × 10−5 | acido debole                                        |
| Cl-CH2COOH | Ka = 1,4 × 10−3 | acido medio/debole                                  |
| Cl2-CHCOOH | Ka = 5,5 × 10−2 | acido medio/forte                                   |
| Cl3-CCOOH  | Ka = 2,3 × 10−1 | acido forte (sia pure meno di molti acidi minerali) |

Essendo il cloro elettronegativo, il suo effetto elettronattrattore aiuta a stabilizzare la carica negativa dell'anione carbossilato, consentendo la formazione di uno ione carico negativamente, aumentando in definitiva il grado di dissociazione (la "forza") dell'acido carbossilico corrispondente.

Essendo invece i gruppi alchilici degli elettrondonatori, si osserva che l'acido propanoico CH3CH2COOH è meno forte (Ka = 1,4 × 10−5) dell'acido cloroacetico.
Come ogni effetto elettrostatico, l'effetto induttivo è inversamente proporzionale alla distanza tra il gruppo sostituente ed il centro della carica dello ione - o della lacuna elettronica del radicale.
Misurazioni empiriche e considerazioni teoriche hanno portato, ad identificare come gruppi elettron-attrattori gli alogeni (fluoro, cloro, bromo, iodio), il gruppo nitro (NO2), il gruppo nitrile (C≡N) doppi e tripli legami carbonio-carbonio; sono invece elettron-donatori i gruppi alchilici, i gruppi ossidrile (OH) ed alcossile (OR), i gruppi amminici (NH2, NHR, NR2), i gruppi tiolo (SH) e mercapto (SR).
È importante non confondere l'effetto elettron-repulsore/attrattore di un gruppo con l'effetto induttivo +I/-I del gruppo stesso. L'effetto elettron-donatore è dovuto infatti alla combinazione di effetto induttivo ed effetto mesomero. In caso di effetti "discordi", prevale l'effetto mesomero solo se il gruppo in causa è partecipe in strutture di risonanza.